# Orthosia columbaris
Orthosia columbaris là một loài bướm đêm trong họ Noctuidae.